# 北乌兹别克语
北乌兹别克语是突厥语族葛逻禄（Qarluq）语支的一种，主要使用者居住在以乌兹别克斯坦为中心的区域内，共有三千多万人。

## 字母
北乌兹别克语现時用拉丁字母（Latin Script）为其语言文字。共28个字母，分别是：
a, b, ch, d, e, f, g',
g, h, i, j, k, l, m,
n, o', o, p, q, r, s,
sh, t, u, v, x, y, z。
其书写编纂十分方便，在与其他同系语言当中语言文字综合功能较显著。
在此之前使用的是西里尔字母（Cyrillic Script），已逐步取消。当前官方已提倡使用拉丁文作为乌兹别克语的执行文字。相对地，阿富汗的乌兹别克语就称为南乌兹别克语。